# Kanton Bretoncelles
Der Kanton Bretoncelles ist seit 2015 ein französischer Wahlkreis im Arrondissement Mortagne-au-Perche im Département Orne in der Region Normandie; sein Hauptort ist Bretoncelles.

## Gemeinden
Der Kanton besteht aus zwölf Gemeinden mit insgesamt 11.057 Einwohnern (Stand: 1. Januar 2022) auf einer Gesamtfläche von 388,35 km²:
| Gemeinde                | Einwohner 1. Januar 2022 | Fläche km² | Dichte Einw./km² | Code INSEE | Postleitzahl |
| ----------------------- | ------------------------ | ---------- | ---------------- | ---------- | ------------ |
| Berd’huis               | 1.094                    | 11,45      | 96               | 61043      | 61340        |
| Bretoncelles            | 1.462                    | 40,21      | 36               | 61061      | 61110        |
| Cour-Maugis sur Huisne  | 580                      | 47,28      | 12               | 61050      | 61110, 61340 |
| La Madeleine-Bouvet     | 416                      | 12,92      | 32               | 61241      | 61110        |
| Moutiers-au-Perche      | 370                      | 33,61      | 11               | 61300      | 61110        |
| Perche en Nocé          | 1.974                    | 86,63      | 23               | 61309      | 61340        |
| Rémalard en Perche      | 1.892                    | 50,68      | 37               | 61345      | 61110        |
| Sablons sur Huisne      | 1.983                    | 52,36      | 38               | 61116      | 61350        |
| Saint-Cyr-la-Rosière    | 234                      | 18,75      | 12               | 61379      | 61130        |
| Saint-Germain-des-Grois | 204                      | 10,38      | 20               | 61395      | 61110        |
| Saint-Pierre-la-Bruyère | 428                      | 6,33       | 68               | 61448      | 61340        |
| Verrières               | 420                      | 17,75      | 24               | 61501      | 61110        |
| Kanton Bretoncelles     | 11.057                   | 388,35     | 28               | 6108       | –            |

## Veränderungen im Gemeindebestand seit der landesweiten Neuordnung der Kantone
2016:
- Fusion Boissy-Maugis, Courcerault, Maison-Maugis und Saint-Maurice-sur-Huisne → Cour-Maugis sur Huisne
- Fusion Colonard-Corubert, Dancé, Nocé, Préaux-du-Perche, Saint-Aubin-des-Grois und Saint-Jean-de-la-Forêt → Perche en Nocé
- Fusion Bellou-sur-Huisne, Dorceau und Rémalard → Rémalard en Perche
- Fusion Condeau, Condé-sur-Huisne und Coulonges-les-Sablons → Sablons sur Huisne